# Classe Flores
Pour les articles homonymes, voir Flores.
La Classe Flores est une classe de deux canonnières construite dans le milieu des années 1920 pour la Marine royale néerlandaise (Koninklijke Marine).
Le Flores et le Soemba étaient destinés à patrouiller dans les Indes orientales néerlandaises. Pendant la Seconde Guerre mondiale, ils ont servi dans la Marine royale néerlandaise. Ils ont été, à plusieurs égards, les navires de surface les plus performants de la marine néerlandaise pendant la guerre.
C'étaient des navires de type "squat", tous deux mis en service en 1926, avec un armement relativement lourd pour leur taille (trois canons Krupp de 150 mm, du même type et du même calibre que pour les croiseurs Java et Sumatra. Leur principal atout était un système de contrôle de tir avancé qui les rendait très précis dans le bombardement des cibles côtières, comme l'a démontré une canonnière similaire, Johan Maurits van Nassau, en 1940, lorsqu'elle a fait taire une batterie allemande à une distance de quelque 19 km (10 milles nautiques).

## Les unités
| Nom    | Chantier naval | Pose de la quille | Lancement    | Mis en service | Fin de carrière   |
| ------ | -------------- | ----------------- | ------------ | -------------- | ----------------- |
| Flores | Fijenoord      | 13 janvier 1925   | 15 août 1925 | 25 mars 1926   | 16 septembre 1968 |
| Soemba | Wilton         | 24 décembre 1924  | 24 août 1925 | 12 avril 1926  | 9 juin 1985       |

## Histoire
Le Flores a été ramenée aux Pays-Bas au début de la Seconde Guerre mondiale où elle a patrouillé dans les eaux territoriales jusqu'à l'invasion allemande en 1940. Légèrement endommagée, elle s'est échappée en Grande-Bretagne et a été employée comme escorte côtière. 
Le Soemba a été retiré à Colombo en mars 1942, avant qu'il ne soit capturé ou détruit par l'invasion japonaise des Indes orientales.

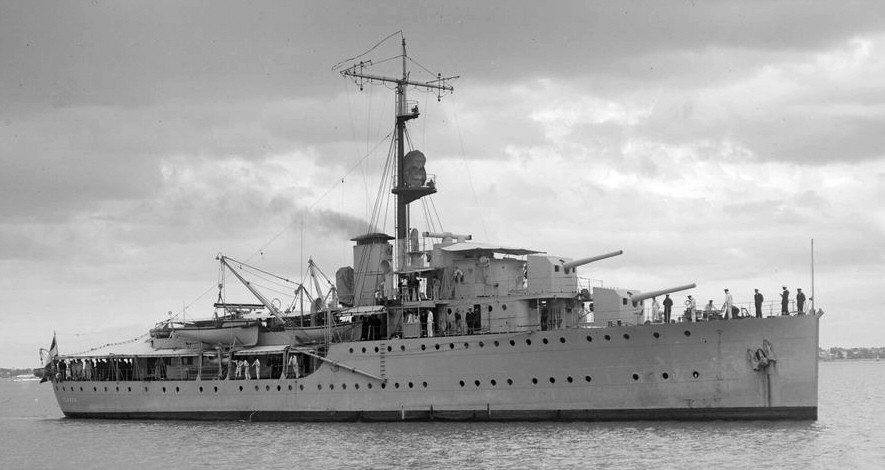
La canonnière Flores

Le Flores et le Soemba sont réunis en mer Méditerranée et jouent un rôle actif et fructueux lors des débarquements en Sicile, à Salerne, Anzio, Garigliano, Gaeta et enfin, sur les plages de Normandie en juin 1944. Les navires ont subi de nombreux tirs d'artillerie basés à terre et de bombardiers , mais ont survécu à toutes les attaques, bien qu'ils aient subi des dommages à plusieurs reprises. Les correspondants de guerre britanniques les ont appelés "les terribles jumeaux".
Leurs canons étant usés en raison de leur utilisation intensive, les deux navires furent retirés du service actif peu après la guerre et utilisés pour l'instruction de l'artillerie et comme casernes flottantes. Le 10 novembre 1948, le Flores et le Soemba ont reçu le Koninklijke Vermelding bij Dagorder
Le Flores a été mis hors service en 1968 et le Soemba en 1986.